# Jean Castaings
Jean Castaings, né le 7 avril 1938, est un homme politique français, ancien maire d'Urt et conseiller général UMP du canton de La Bastide-Clairence.

## Biographie
À l'issue des élections cantonales de mars 2008, droite et gauche totalisent le même nombre de conseillers généraux. Le 20 mars 2008, Jean Castaings est élu président du conseil général au bénéfice de l'âge. Le 16 octobre 2010, il est officiellement désigné candidat dans le canton de La Bastide-Clairence lors des élections cantonales de mars 2011, puis il est réélu le 27 mars 2011, au second tour. Le 31 mars 2011, le conseil général passe sous la présidence de Georges Labazée.
Candidat aux élections sénatoriales en septembre 2011 il ne franchit pas le premier tour et démissionne de l'UMP qu'il accuse d'être responsable de sa défaite.